# Foothill Farms
Foothill Farms é uma Região censo-designada localizada no estado americano da Califórnia, no Condado de Sacramento.

## Demografia
Segundo o censo americano de 2000, a sua população era de 17.426 habitantes.

## Geografia
De acordo com o United States Census Bureau tem uma área de 6,0 km², dos quais todos são cobertos por terra.

## Localidades na vizinhança
O diagrama seguinte representa as localidades num raio de 16 km ao redor de Foothill Farms.